# Plagiomima spinosula
Plagiomima spinosula là một loài ruồi trong họ Tachinidae.